# Teresa Budzisz-Krzyżanowska

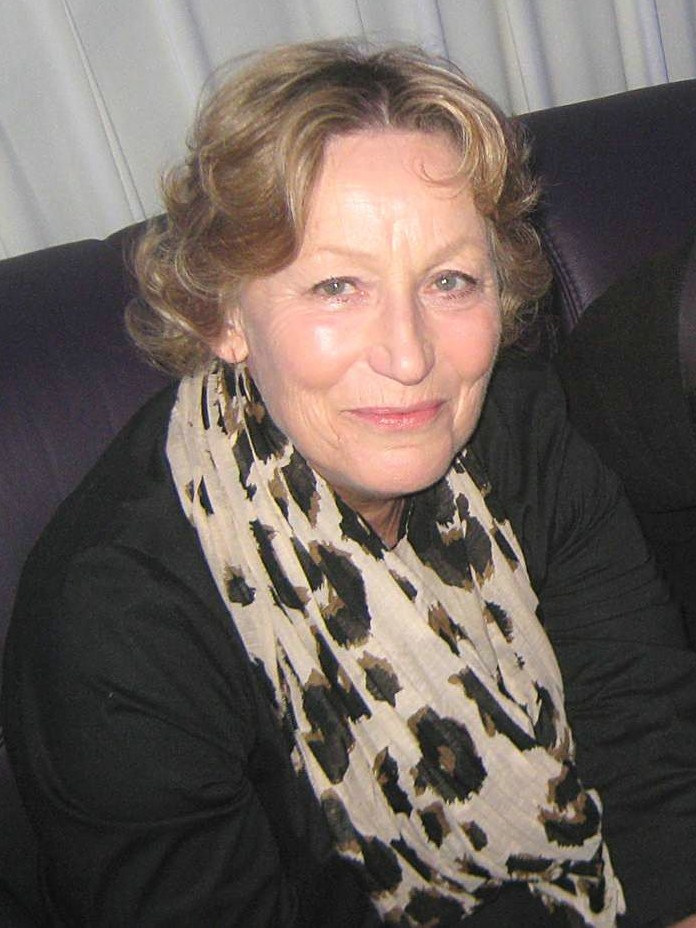
Teresa Budzisz-Krzyżanowska (2011)

Teresa Budzisz-Krzyżanowska (* 17. September 1942 in Tczew) ist eine polnische Schauspielerin.

## Leben
Teresa Budzisz-Krzyżanowska absolvierte ihre Schauspielausbildung 1964 an der Staatlichen Schauspielschule PWST in Krakau und gab ihr Theaterdebüt 1965. Von 1966 bis 1972 gehörte sie zum Ensemble des Słowacki-Theaters in Krakau und wechselte anschließend an das Teatr Stary in Krakau, wo sie bis 1983 zum Ensemble gehörte. 1972 gab sie ihr Filmdebüt. 1983 ging sie nach Warschau ans Studio-Theater und wechselte 1997 an das Polnische Nationaltheater Teatr Narodowy, wo sie bis heute festes Ensemblemitglied ist.

## Filmografie (Auswahl)
- 1976: In der Mitte des Sommers, in Masuren (W srodku lata) – Regie: Feliks Falk
- 1980: Spotkanie na Atlantyku – Regie: Jerzy Kawalerowicz
- 1981: Selbstverteidigung (Wobronie wlasnej)
- 1986: Maskerada – Regie: Janusz Kijowski
- 1990: Eine unmoralische Geschichte (Historia niemoralna) – Regie: Barbara Sass
- 1990: Korczak – Regie: Andrzej Wajda
- 1991: Die Abfahrt (Odjazd)
- 1994: Drei Farben: Weiß (Trzy kolory: Biały) – Regie: Krzysztof Kieślowski
- 1998: Die Deutschen (Niemcy) – Regie: Zbigniew Kamiński
- 2001: Weiser – Regie: Wojciech Marczewski
- 2001: Der schwarze Strand (La plage noire) – Regie: Michel Piccoli
- 2004: Leben in mir (Ono) – Regie: Małgorzata Szumowska